# Roland Janssen
Roland Janssen (Bree, 30 september 1958) is een Belgisch voormalig voetballer die speelde als middenvelder. Hij speelde lange tijd in de Eerste klasse bij Thor Waterschei.
Janssen begon zijn carrière bij Waterschei in 1978 en was er 7 seizoenen actief. Samen met Pier Janssen vormde hij er de as van het middenveld. Waterschei won in die periode tweemaal de Beker van België en bereikte de halve finale van de Europacup II 1982/83 na winst tegen Paris Saint-Germain maar waarin het verloor van de latere cupwinnaar Aberdeen FC.
Janssen was betrokken in de omkoopzaak Standard-Waterschei die in 1984 uitbrak. Hij nam in 1982 een omkoopsom in ontvangst van zijn dorpsgenoot Eric Gerets met als doel deze te verdelen onder de spelers van Waterschei. In ruil hiervoor zou Waterschei het Standard niet te lastig maken in het duel Standard-Waterschei zodat de Luikse ploeg kampioen kon worden en zich kon concentreren op de finale van de Europacup II 1981/82 tegen FC Barcelona die enkele dagen later zou plaatsvinden. Janssen werd beschuldigd en werd geschorst.
Na zijn schorsing ging Janssen in 1985 bij toenmalig Tweedeklasser KSC Hasselt spelen. In 1987 trok toenmalig Eersteklasser Racing Jet hem aan. De ploeg degradeerde na het eerste seizoen naar de Tweede klasse en Janssen bleef er daarna nog één seizoen voetballen. In 1989 besloot Janssen zijn voetbalcarrière bij Vierdeklasser KSV Mol. Met deze ploeg promoveerde Janssen na het eerste seizoen. Hij bleef nog één seizoen in de Derde klasse voetballen. Daarna was hij nog enkele seizoenen speler-trainer bij de provinciale ploegen KFC Kattenbos Sport, SK Rooierheide, Verbroedering Maasmechelen en Turkse Rangers.
Na zijn voetbalcarrière werd Janssen lid van de trainersstaf van KRC Genk en deed er eveneens scoutingswerk.